# A.F.C. Newbury
A.F.C. Newbury là một câu lạc bộ bóng đá tồn tại ngắn hạn có trụ sở tại Newbury, Berkshire, ở Anh. Ở thời kỳ đỉnh cao, họ là một thế lực mạnh trong Wessex League và có hơn 30 đội từ bảy tuổi đến kỳ cựu bao gồm các đội trẻ, một đội cao cấp, một đội nữ và một số đội nữ thi đấu trong các giải bóng đá quốc gia, khu vực và địa phương. các giải đấu và cuộc thi trong suốt cả năm. Tuy nhiên, tất cả đã kết thúc đột ngột vào năm 2006 khi câu lạc bộ mất đi vị trí và sự hậu thuẫn tài chính.